# شعب قلوص (الشعر)

تعديل مصدري - تعديل

شعب قلوص محلة تابعة لقرية الدخلة، التابعة لعزلة مقنع بمديرية الشعر إحدى مديريات محافظة إب في الجمهورية اليمنية.، بلغ تعداد سكانها 121 حسب تعداد اليمن لعام 2004.